# 孔布龙德
孔布龙德（法語：Combronde，法語發音：[kɔ̃bʁɔ̃d]）是法国多姆山省的一个市镇，属于里永区。

## 地理
孔布龙德（45°58'52"N, 3°5'17"E）面积18 平方千米，位于法国奥弗涅-罗讷-阿尔卑斯大区多姆山省，该省份为法国中南部省份，北起阿列省接壤，东临卢瓦尔省，南至上盧瓦爾省和康塔爾省，西接科雷兹省和克勒兹省。
与孔布龙德接壤的市镇（或旧市镇、城区）包括：若兹朗、阿尔托讷、博雷加尔旺东、旧沙博尼耶尔、蒙塞勒、圣米翁、泰耶德。

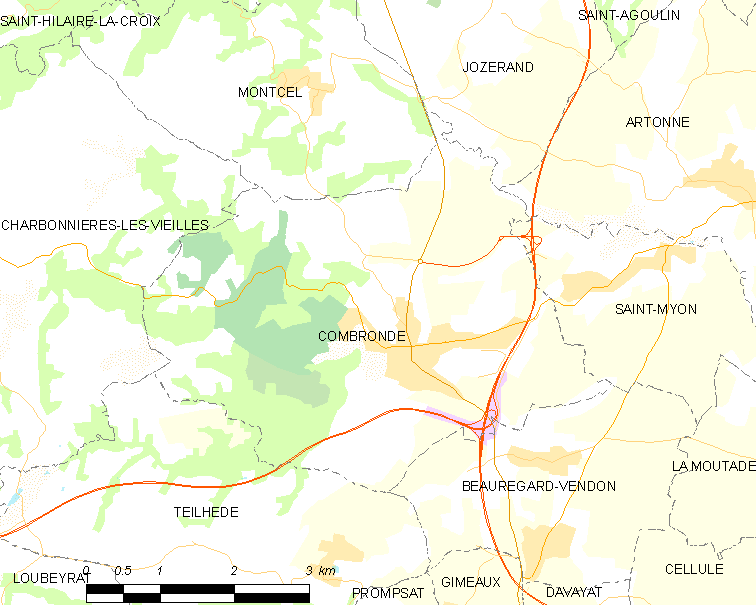
孔布龙德的OSM定位图

孔布龙德的时区为UTC+01:00、UTC+02:00（夏令时）。

## 行政
孔布龙德的邮政编码为63460，INSEE市镇编码为63116。

## 政治
孔布龙德所属的省级选区为圣乔治德蒙斯县。

## 人口

1962-2008年间孔布龙德人口变化图示

孔布龙德于2022年1月1日时的人口数量为2142人。